# Wilhelm Müller (digter)
 Der er flere personer med dette navn, se Wilhelm Müller.
Johann Ludwig Wilhelm Müller (født 7. oktober 1794, død 1. oktober 1827) var en tysk lyriker. Han var far til Friedrich Max Müller.
Han regnes for en af de første romantiske tyske digtere med et stort kendskab til gammeltysk lyrik og folkedigtning. Han havde desuden en speciel forkærlighed for græsk åndsliv. I sin dagbog skrev Müller engang, at hans vers var beregnet på at skulle synges, men eftersom han selv hverken kunne synge eller spille, håbede han, at en beslægtet sjæl ville sætte musik til dem. Müller døde i 1827, kun 32 år gammel, og fremdeles er han i dag mest kendt, fordi Franz Schubert med udgangspunkt i hans digte havde skabt de første sangcyklusser i liedlitteraturen: Die schöne Müllerin (1823) og Winterreise (1827).